# Хачатуров, Альберт Иосифович
Альберт Иосифович Хачатуров (8 марта 1930, Ташкент — 8 февраля 1976, там же) — советский и узбекский кинорежиссёр, заслуженный деятель искусств Узбекской ССР.

## Биография
Родился 8 марта 1930 года в Ташкенте.
В 1948 окончил Ташкентскую школу киноактёров, в 1953 — режиссёрский факультет Ташкентского театрально-художественного института им. Островского.
С 1953 — главный режиссёр драматического театра имени Навои в Намангане и режиссёр академического театра имени Хамзы.
В 1960—1976 — режиссёр киностудии «Узбекфильм».
Преподавал в Ташкентском музыкальном училище и Ташкентском театрально-художественном институте.
Режиссёр ряда сюжетов республиканского сатирического киножурнала «Наштар».
Умер 10 февраля 1976 года, похоронен на Боткинском кладбище Ташкента.

## Семья
Жена Крикун Надежда Саввишна — театровед-тележурналист.
- сын — Микаэл Хачатуров (р. 1956), главный режиссёр международного фестиваля «Мелодия Востока»[1].

## Фильмография

### Режиссёр
- 1963 — Твои следы
- 1967 — Подвиг Фархада
- 1967 — Навстречу совести
- 1971 — Под палящим солнцем
- 1976 — Мой старший брат

### Сценарист
- 1973 — Поклонник (киноальманах)